# Lunar Jetman
Lunar Jetman est un jeu vidéo de type shoot 'em up développé par Tim et Chris Stamper et édité par Ultimate Play the Game, sorti en 1983 sur BBC Micro et ZX Spectrum.

## Accueil
- Crash : 95 %[1]